# Léonide Massine
Leonid Fiódorovich Myasin (Леони́д Фёдорович Мя́син) o Léonide Massine (9 de agosto de 1896 Moscú - 15 de marzo de 1979 Colonia) fue un coreógrafo ruso y bailarín de ballet.
Estudió en la Escuela del Teatro Bolshói en Moscú. Desde 1915 hasta 1921 fue el coreógrafo principal de los Ballets Rusos de Serguéi Diáguilev. Después de la partida de Vaslav Nijinsky, primera estrella masculina de la compañía, Myasin se convirtió en la estrella masculina preeminente y tomó los papeles de Nijinsky. Entre ellos, resultado de su paso por España, fue el del corregidor en el ballet El sombrero de tres picos, coreografiado por él mismo, música de Manuel de Falla y decorados de Pablo Picasso sobre un texto anterior (El corregidor y la molinera) escrito para el Teatro de arte de María Lejárraga. Este papel combina ciertos pasos del flamenco español (materializados en la danza del corregidor), pero muy estilizados, pasados por el tamiz de la técnica del ballet clásico de la escuela rusa y el afán renovador de la compañía de Diáguilev.
En 1917, sin atenerse a los cánones clásicos del ballet, como venía siendo común en la estética de la compañía, estrena Parade, con el conjunto de Serguéi Diáguilev, música de Eric Satie y de nuevo decorados, esta vez claramente cubistas de Pablo Picasso.
En 1923 realizó el ballet Mercure, con música de Erik Satie y participando como bailarín principal. También contó de nuevo con la colaboración de Pablo Picasso en el diseño del telón y los decorados.
Después de la muerte de Diáguilev en 1929, y la desaparición de los Ballets Rusos, Myasin contribuyó a revitalizar el mundo del ballet con su participación en los Ballets Rusos de Montecarlo. 
Massine apareció en dos películas de ballet de Powell y Pressburger: Las zapatillas rojas (1948) y Los cuentos de Hoffman (1951); y en la posterior obra de Powell Luna de miel (1959).
Murió a los 82 años en Colonia, Alemania Federal.